# Nyiragongo
1°31′S 29°15′Ø / 1.517°S 29.250°Ø
Nyiragongo er en aktiv vulkan i Demokratiske Republik Congo (tidligere Zaire) tæt ved byen Goma. Den ligger i Virunga nationalpark 20 km nord for Kivusøen i Riftdalen.
Bjerget er en stratovulkan og måler 3.470 moh. Nyiragongo er kendt for at have en stort set permanent lavasø.
Nyiragongos udbrud er uforudseelige og den betragtes som en af de farligste vulkaner i Afrika.

## Nylige udbrud

### 2021
Den 22. maj 2021 begyndte Nyiragongo at gå i udbrud med lavastrømme ind i Goma.  Den 25. maj døde 32 mennesker, 750 andre blev såret og flere tusinde fortrængt. Udbruddet efterlod et spor af 1.000 ødelagte hjem.

### 2002
Vulkanen havde et kraftig udbrud i januar 2002. En 200-1.000 meter bred lavastrøm nåede provinshovedstaden Goma, dækkede den nordlige del af byens internationale flyveplads, og løb ud i Kivusøen. 400.000 mennesker blev  evakueret, men alligevel omkom 45 personer af kvælning eller under sammenstyrtede bygninger. 4.500 bygninger blev ødelagt
Efter udbruddet var der flere større jordskælv i omtrent tre måneder, som førte til skader på bygninger.
Nabobjerget  Nyamuragira havde udbrud seks måneder senere. Nyiragongo er fortsat aktiv, med en ny lavasø dannet i krateret.

### 1977
I 1977 var lavasøen steget så højt at toppen af vulkanen styrtede sammen, hvilket førte til en kraftig strøm af lava. Dette medførte store ødelæggelser og flere mennesker omkom.